# Kékes
Il Kékes (1.014 m s.l.m.) è la montagna più alta dell'Ungheria. Si trova nella catena dei monti Mátra, sottocatena dei più ampi Carpazi. Il monte è collocato nella Provincia di Heves.
Il toponimo deriva dal fatto che il monte appare sovente di colore bluastro e Kékes in ungherese significa bluastro.
Costituisce un'attrazione turistica anche per le piste di sci costruite ai suoi piedi.

## Clima
| Kékestető (1991-2020)           | Mesi         | Mesi         | Mesi         | Mesi        | Mesi        | Mesi        | Mesi        | Mesi        | Mesi        | Mesi        | Mesi         | Mesi         | Stagioni | Stagioni | Stagioni | Stagioni | Anno  |
| Kékestető (1991-2020)           | Gen          | Feb          | Mar          | Apr         | Mag         | Giu         | Lug         | Ago         | Set         | Ott         | Nov          | Dic          | Inv      | Pri      | Est      | Aut      | Anno  |
| ------------------------------- | ------------ | ------------ | ------------ | ----------- | ----------- | ----------- | ----------- | ----------- | ----------- | ----------- | ------------ | ------------ | -------- | -------- | -------- | -------- | ----- |
| T. max. media (°C)              | −1,7         | −0,3         | 3,5          | 10,2        | 14,8        | 18,1        | 20,0        | 20,0        | 14,5        | 9,3         | 3,8          | −0,9         | −1,0     | 9,5      | 19,4     | 9,2      | 9,3   |
| T. min. media (°C)              | −4,9         | −4,3         | −1,6         | 3,6         | 8,6         | 11,7        | 13,5        | 13,9        | 9,3         | 5,0         | 0,5          | −3,9         | −4,4     | 3,5      | 13,0     | 4,9      | 4,3   |
| T. max. assoluta (°C)           | 12,2 (1994)  | 13,9 (2021)  | 17,3 (1989)  | 22,4 (2012) | 25,6 (2003) | 29,7 (2000) | 31,4 (2007) | 29,8 (2000) | 25,8 (2015) | 20,6 (1985) | 17,4 (2004)  | 12,5 (1985)  | 13,9     | 25,6     | 31,4     | 25,8     | 31,4  |
| T. min. assoluta (°C)           | −22,6 (1987) | −19,8 (1985) | −19,4 (1987) | −9,6 (2003) | −3,0 (1980) | 1,4 (1986)  | 4,5 (1984)  | 4,0 (1995)  | 0,9 (2018)  | −8,0 (1991) | −12,0 (1989) | −18,7 (1996) | −22,6    | −19,4    | 1,4      | −12,0    | −22,6 |
| Giorni di calura (Tmax ≥ 30 °C) | 0            | 0            | 0            | 0           | 0           | 0           | 2           | 0           | 0           | 0           | 0            | 0            | 0        | 0        | 2        | 0        | 2     |
| Giorni di gelo (Tmin ≤ 0 °C)    | 26           | 22           | 19           | 6           | 1           | 0           | 0           | 0           | 0           | 5           | 13           | 24           | 72       | 26       | 0        | 18       | 116   |
| Precipitazioni (mm)             | 36,3         | 44,5         | 46,8         | 60,8        | 93,5        | 80,4        | 108,6       | 83,0        | 79,2        | 72,3        | 70,8         | 47,3         | 128,1    | 201,1    | 272,0    | 222,3    | 823,5 |
| Giorni di pioggia               | 7,0          | 7,5          | 8,7          | 8,7         | 10,9        | 9,7         | 10,5        | 8,1         | 8,2         | 8,4         | 9,2          | 8,4          | 22,9     | 28,3     | 28,3     | 25,8     | 105,3 |